# Рубино, Джорджо
Джорджо Рубино (итал. Giorgio Rubino; род. 15 апреля 1986, Рим) — итальянский легкоатлет, специалист по спортивной ходьбе. Выступает за сборную Италии по лёгкой атлетике с 2003 года, обладатель бронзовой медали чемпионата мира, серебряный призёр Средиземноморских игр, победитель Кубка Европы в личном и командном зачётах, участник двух летних Олимпийских игр.

## Биография
Джорджо Рубино родился 15 апреля 1986 года в Риме.
Впервые заявил о себе в лёгкой атлетике на международном уровне в сезоне 2003 года, когда вошёл в состав итальянской национальной сборной и выступил на юношеском мировом первенстве в Шербруке, где в зачёте ходьбы на 10 000 метров стал четвёртым.
В 2004 году стартовал среди юниоров на 10 км на Кубке мира по спортивной ходьбе в Наумбурге, но в ходе прохождения дистанции был дисквалифицирован. На юниорском мировом первенстве в Гроссето закрыл десятку сильнейших в дисциплине 10 000 метров.
В 2005 году на Кубке Европы в Мишкольце выиграл серебряную медаль в юниорской гонке на 10 км, тогда как на юниорском европейском первенстве в Каунасе взял бронзу на дистанции 10 000 метров.
Начиная с 2006 года выступал среди взрослых спортсменов, в частности в ходьбе на 20 км занял 17-е место на Кубке мира в Ла-Корунье, финишировал восьмым на чемпионате Европы в Гётеборге.
В 2007 году в той же дисциплине стал десятым на Кубке Европы в Ройал-Лемингтон-Спа (помог своим соотечественникам получить серебро командного зачёта), был дисквалифицирован на молодёжном европейском первенстве в Дебрецене, показал пятый результат на чемпионате мира в Осаке.
Благодаря череде удачных выступлений удостоился права защищать честь страны на летних Олимпийских играх 2008 года в Пекине — в программе ходьбы на 20 км показал время 1:22:11, расположившись в итоговом протоколе на 18-й строке.
В апреле 2009 года на соревнованиях в португальском Риу-Майор установил свой личный рекорд на дистанции 20 км — 1:19:37. Также в этом сезоне был лучшим в личном и командном зачётах на Кубке Европы в Меце, получил серебряную награду на Средиземноморских играх в Пескаре, финишировал четвёртым на чемпионате мира в Берлине (позже в связи с дисквалификацией россиянина Валерия Борчина переместился на третью бронзовую позицию).
На чемпионате Европы 2010 года в Барселоне — четвёртый.
В 2011 году на Кубке Европы в Ольяне стал четвёртым в личном зачёте и выиграл серебряную награду командного зачёта, в то время как на чемпионате мира в Тэгу был дисквалифицирован.
В 2012 году занял 21-е место на Кубке мира в Саранске. Выполнив олимпийский квалификационный норматив, благополучно прошёл отбор на Олимпийские игры в Лондоне — на сей раз в ходьбе на 20 км показал результат 1:25:28, пришёл к финишу 42-м.
После лондонской Олимпиады Рубино остался действующим спортсменом и продолжил принимать участие в крупнейших международных стартах. Так, в 2013 году он занял 13-е место на Кубке Европы в Дудинце и 28-е место на чемпионате мира в Москве.
В 2014 году закрыл двадцатку сильнейших на Кубке мира в Тайцане, стал восьмым на чемпионате Европы в Цюрихе.
В 2015 году на Кубке Европы в Мурсии был одиннадцатым и седьмым в личном и командном зачётах соответственно, на чемпионате мира в Пекине финишировал 20-м.
В 2017 году показал 16-й результат на чемпионате мира в Лондоне.
В 2018 году добавил в послужной список серебряную награду, выигранную в командном зачёте 20 км на командном чемпионате мира в Тайцане. На чемпионате Европы в Берлине в той же дисциплине был дисквалифицирован.
Находился в стартовом листе чемпионата мира в Дохе, но в итоге здесь не стартовал.